# エルキンズ (ウェストバージニア州)
エルキンズ（英: Elkins）は、アメリカ合衆国ウェストバージニア州の都市。ランドルフ郡の郡庁所在地である。エルキンズは1890年に法人化され、ウェストバージニア州選出アメリカ合衆国上院議員スティーヴン・ベントン・エルキンズ（1841年-1911年）にちなんで名付けられた。2010年国勢調査での人口は7,094人だった。市内には、デイビス・アンド・エルキンズ・カレッジがあり、また毎年10月初旬にはマウンテン州森林祭が開催されている。

## 歴史
エルキンズ市はタイガートバレー川の屈曲部傍に位置し、アメリカ合衆国上院議員ヘンリー・ガスウェイ・デイビスやスティーヴン・ベントン・エルキンズによって開発され、1890年にエルキンズにちなんで名付けられた。1899年にはランドルフ郡の郡庁所在地になった。町の設立者が鉄道線を誘致し、炭坑を開き、製材業を興した。さらに1889年にはウェストバージニア・セントラル・アンド・ピッツバーグ鉄道をエルキンズに誘致し、1890年代後半は広大な領域を工業開発に開放した。1904年ランドルフ郡庁舎が完成した。建築家ヘンリー・ホブソン・リチャードソンのリチャードソン・ロマネスク様式で建てられている。
鉄道」（1905年にウェスタン・メリーランド鉄道に吸収された）が拡大すると、エルキンズでは贅沢な旅客列車を運行した。1930年、毎日18編成の旅客列車がエルキンズを発着した。旅客列車は1958年に廃止になった。
デイビスとエルキンズはそれぞれ、ハリーハーストとグレイスランドと呼ばれる恒久的な住宅を建設し、町の眺めが明るく絵のようになった。
今日のエルキンズには活動的な経済開発当局、商工会議所、中心街の企業組織、さらには多くの社会、友愛、サービス組織があり、毎年数千人の観客を呼ぶマウンテン州森林祭などの行事を後援している。

## 地理
エルキンズはタイガートバレー川とリーディング・クリークの合流点に位置する。平均標高は約600メートルである。アメリカ合衆国国勢調査局に拠れば、市域全面積は3.43平方マイル (8.88 km2)であり、全て陸地である。エルキンズは、市の東にハイ・アレゲーニーに広がる広さ910,155エーカー (3,683.27 km2) の保存地、モノンガヒラ国立の森の本部である。
1995年、ノーマン・クランプトンが著した『アメリカの小さな町100傑』第2版では、エルキンズを国内の特別な場所に加えている。クランプトンは、「インターマウンテン」の名誉編集者エルドラ・マリー・ボルヤード・ナザムの「エルキンズのどの通りに立ったとしても、あらゆる方向を向いて、森に覆われた山が市の周囲を囲っていることを見ることになる。とても信じられないことである」という文章を引用している。

## 交通
高規格道路
エルキンズは、アメリカ国道33号線、同219号線、同250号線が交差する所にある。国道33号線の西行きは4車線の高規格道路の回廊Hでありウェストンで州間高速道路79号線と接続する。回廊Hをエルキンズの東に伸ばし、バージニア州ストラスバーグで州間高速道路81号線に接続させる長期計画がある。
空港
エルキンズ・ランドルフ郡空港（ジェニングス・ランドルフ飛行場、空港コード: KEKN）は、長さ1,200メートルの滑走路2本がある地域空港である。この滑走路は少なくとも150メートル延長する計画がある。地域の需要増や連邦政府が利用する機会が増えていることに対応するために空港施設を拡張する計画もある。

## 人口動態

### 2010年国勢調査
以下は2010年国勢調査による人口統計データである。
| 基礎データ - 人口: 7,094 人 - 世帯数: 3,038 世帯 - 家族数: 1,756 家族 - 人口密度: 798.5人/km2（2,068.2人/mi2） - 住居数: 3,421 軒 - 住居密度: 385.1軒/km2（997.4 軒/mi2） 人種別人口構成 - 白人: 96.5% - アフリカン・アメリカン: 1.2% - ネイティブ・アメリカン: 0.2% - アジア人: 0.8% - その他の人種: 0.2% - 混血: 1.2% - ヒスパニック・ラテン系: 1.1% | 年齢別人口構成 - 18歳未満: 20.9% - 18-24歳: 12.2% - 25-44歳: 23.2% - 45-64歳: 26.1% - 65歳以上: 17.6% - 年齢の中央値: 40歳 - 性比（女性100人あたり男性の人口） - 総人口: 92.3 世帯と家族（対世帯数） - 18歳未満の子供がいる: 26.0% - 結婚・同居している夫婦: 40.6% - 未婚・離婚・死別女性が世帯主: 12.5% - 非家族世帯: 42.2% - 単身世帯: 35.4% - 65歳以上の老人1人暮らし: 14.9% - 平均構成人数 - 世帯: 2.19人 - 家族: 2.80人 |

### 2000年国勢調査
以下は2000年国勢調査による人口統計データである。
| 基礎データ - 人口: 7,032 人 - 世帯数: 2,988 世帯 - 家族数: 1,756 家族 - 人口密度: 851.1人/km2（2,207.7 人/mi2） - 住居数: 3,362 軒 - 住居密度: 406.9軒/km2（1,055.5 軒/mi2） 人種別人口構成 - 白人: 96.94% - アフリカン・アメリカン: 0.90% - ネイティブ・アメリカン: 0.30% - アジア人: 0.95% - その他の人種: 0.31% - 混血: 0.60% - ヒスパニック・ラテン系: 0.77% | 年齢別人口構成 - 18歳未満: 21.2% - 18-24歳: 11.7% - 25-44歳: 25.4% - 45-64歳: 24.0% - 65歳以上: 17.7% - 年齢の中央値: 39歳 - 性比（女性100人あたり男性の人口） - 総人口: 92.4 - 18歳以上: 86.9 世帯と家族（対世帯数） - 18歳未満の子供がいる: 25.0% - 結婚・同居している夫婦: 43.4% - 未婚・離婚・死別女性が世帯主: 11.9% - 非家族世帯: 41.2% - 単身世帯: 35.8% - 65歳以上の老人1人暮らし: 15.0% - 平均構成人数 - 世帯: 2.19人 - 家族: 2.83人 | 収入と家計 - 収入の中央値 - 世帯: 26,906米ドル - 家族: 34,291米ドル - 性別 - 男性: 27,012米ドル - 女性: 19,154米ドル - 人口1人あたり収入: 17,916米ドル - 貧困線以下 - 対人口: 19.0% - 対家族数: 14.4% - 18歳未満: 25.4% - 65歳以上: 9.6% |

## 気候
| エルキンズ（1981年–2010年平均）の気候 | エルキンズ（1981年–2010年平均）の気候 | エルキンズ（1981年–2010年平均）の気候 | エルキンズ（1981年–2010年平均）の気候 | エルキンズ（1981年–2010年平均）の気候 | エルキンズ（1981年–2010年平均）の気候 | エルキンズ（1981年–2010年平均）の気候 | エルキンズ（1981年–2010年平均）の気候 | エルキンズ（1981年–2010年平均）の気候 | エルキンズ（1981年–2010年平均）の気候 | エルキンズ（1981年–2010年平均）の気候 | エルキンズ（1981年–2010年平均）の気候 | エルキンズ（1981年–2010年平均）の気候 | エルキンズ（1981年–2010年平均）の気候 |
| 月                                    | 1月                                   | 2月                                   | 3月                                   | 4月                                   | 5月                                   | 6月                                   | 7月                                   | 8月                                   | 9月                                   | 10月                                  | 11月                                  | 12月                                  | 年                                    |
| ------------------------------------- | ------------------------------------- | ------------------------------------- | ------------------------------------- | ------------------------------------- | ------------------------------------- | ------------------------------------- | ------------------------------------- | ------------------------------------- | ------------------------------------- | ------------------------------------- | ------------------------------------- | ------------------------------------- | ------------------------------------- |
| 最高気温記録 °F （°C）                | 78 (26)                               | 77 (25)                               | 86 (30)                               | 90 (32)                               | 93 (34)                               | 96 (36)                               | 99 (37)                               | 99 (37)                               | 97 (36)                               | 87 (31)                               | 82 (28)                               | 76 (24)                               | 99 (37)                               |
| 平均最高気温 °F （°C）                | 39.0 (3.9)                            | 42.8 (6)                              | 51.7 (10.9)                           | 62.8 (17.1)                           | 70.7 (21.5)                           | 77.9 (25.5)                           | 81.0 (27.2)                           | 80.2 (26.8)                           | 73.7 (23.2)                           | 64.0 (17.8)                           | 53.3 (11.8)                           | 42.3 (5.7)                            | 61.6 (16.4)                           |
| 平均最低気温 °F （°C）                | 19.4 (−7)                             | 21.5 (−5.8)                           | 28.0 (−2.2)                           | 36.6 (2.6)                            | 45.5 (7.5)                            | 54.6 (12.6)                           | 59.0 (15)                             | 58.0 (14.4)                           | 50.7 (10.4)                           | 38.4 (3.6)                            | 30.5 (−0.8)                           | 22.7 (−5.2)                           | 38.7 (3.7)                            |
| 最低気温記録 °F （°C）                | −24 (−31)                             | −22 (−30)                             | −15 (−26)                             | 3 (−16)                               | 20 (−7)                               | 25 (−4)                               | 32 (0)                                | 34 (1)                                | 26 (−3)                               | 11 (−12)                              | −8 (−22)                              | −28 (−33)                             | −28 (−33)                             |
| 降水量 inch （mm）                    | 3.22 (81.8)                           | 3.09 (78.5)                           | 3.95 (100.3)                          | 3.79 (96.3)                           | 5.12 (130)                            | 4.39 (111.5)                          | 5.36 (136.1)                          | 3.84 (97.5)                           | 3.63 (92.2)                           | 2.85 (72.4)                           | 3.38 (85.9)                           | 3.26 (82.8)                           | 45.88 (1,165.3)                       |
| 降雪量 inch （cm）                    | 25.2 (64)                             | 18.5 (47)                             | 12.1 (30.7)                           | 5.5 (14)                              | 0 (0)                                 | 0 (0)                                 | 0 (0)                                 | 0 (0)                                 | 0 (0)                                 | .4 (1)                                | 5.2 (13.2)                            | 16.8 (42.7)                           | 83.8 (212.9)                          |
| 平均降水日数 （≥0.01 in）             | 17.9                                  | 15.5                                  | 16.4                                  | 15.2                                  | 15.4                                  | 14.8                                  | 14.4                                  | 12.8                                  | 11.1                                  | 11.5                                  | 13.2                                  | 16.7                                  | 174.8                                 |
| 平均降雪日数 （≥0.1 in）              | 12.7                                  | 10.5                                  | 6.9                                   | 3.3                                   | 0                                     | 0                                     | 0                                     | 0                                     | 0                                     | .5                                    | 3.8                                   | 10.0                                  | 47.7                                  |
| 出典：NOAA (極値 1899–)               |                                       |                                       |                                       |                                       |                                       |                                       |                                       |                                       |                                       |                                       |                                       |                                       |                                       |

記録
- 過去最高気温: 99°F (37 ℃)、1988年7月16日と1918年8月6日
- 日中の最低気温の過去最高: 78°F (26 ℃)、1930年7月21日
- 日中の最高気温の過去最低: -6°F (-21 ℃)、1983年12月25日
- 過去最低気温: -28°F (-33 ℃)、1917年12月30日
- 1日の降雪量の最大: 19.9インチ (51 cm)、2009年12月19日
- 1日の降水量の最大: 5.02インチ (128 mm)、1985年11月4日

## 行事
- オーガスタ・ヘリテージ・フェスティバル – 音楽と歴史遺産の祭。オールドタイム、ブルーグラス、ケイジャン、アイリッシュ、ダンス、木工、金属加工などのテーマがある。世界中からミュージシャンや学生を呼び、デイビス・アンド・エルキンズ・カレッジのキャンパスで開催され、毎年夏（通常は7月と8月）に連続5週間以上続く。10月には1週間のオールドタイムの行事、春にはダルシマーの週間もある[16]。
- マウンテン州森林祭 – 毎年初秋の祭、エルキンズの通りと、デイビス・アンド・エルキンズ・カレッジのキャンパスで開催される。数日間続き、2006年には70周年の記念事業が行われた[17]。
- ピッキン・イン・ザ・パーク – 水曜の午後にオールドタイムのバイオリン弾きが公園に集まる。一年中開催され、冬は屋内に入る。
- ランドルフ郡国際ランプ調理と祭 – 毎年4月末に市内の公園とデイビス・アンド・エルキンズ・カレッジのキャンパスで行われる祭。その中心となるのはエルキンズの地域に多い固有のハーブである「アリウム」（ネギ属）である。レシピなどアリウムの料理コンペの他に、コンサートがあり、工芸品の売店などが出る[18]。

## 著名な出身者
- スティーヴン・ベントン・エルキンズ – ウェストバージニア州選出アメリカ合衆国上院議員（1895年-1911年）、アメリカ合衆国陸軍長官、エルキンズ市の名称の元